# 2094 pr. n. št.

## Smrti
- Ur-Nammu, ustanovitelj Tretje urske dinastije (* ni znano)